# Birte Weiss
Birte Weiss (* 1. Mai 1941 in Frederiksberg, Dänemark) ist eine dänische Journalistin und Politikerin, die in verschiedenen Funktionen der dänischen Regierung angehörte.

## Biografie
Weiss wurde am 1. Mai 1941 in Frederiksberg geboren. Sie machte 1960–63 eine Ausbildung zur Journalistin und studierte Literaturwissenschaft an der Universität Kopenhagen. Zunächst arbeitete sie als Journalistin, bevor sie sich der Politik zuwandte.
Birte Weiss war von 1971 bis 1973, von 1975 bis 1984 und von 1987 bis 2001 sozialdemokratische Abgeordnete im dänischen Parlament (Folketing). Von 1981 bis 1986 war sie Vorsitzende des dänischen Rundfunkrats. Von 1984 bis 1996 war sie stellvertretende Vorsitzende der Sozialdemokraten, und von 1998 bis 1999 stellvertretende Vorsitzende des Parlaments.
1993 wurde sie Innenministerin im Kabinett von Poul Nyrup Rasmussen; das Amt hatte sie bis 1997 inne. Von 1994 bis 1996 war sie auch Kirchenministerin. Von 1996 bis 1998 war sie Gesundheitsministerin. Zuletzt war sie von 1999 bis 2001 Forschungsministerin.
2001 zog sich Weiss aus der Politik zurück, um wieder als Journalistin zu arbeiten. Weiss ist seit 1965 verheiratet und hat zwei Söhne. Ihr Sohn Lars Weiss wurde 2020 zum Oberbürgermeister der Stadt Kopenhagen gewählt.

## Veröffentlichungen
- 1999: mit Karsten Fledelius: Witnesses of Madness[3]
- 2008: The Heirs of War[3]